# Il voto
Il voto ist ein italienischer Spielfilm aus dem Jahr 1950. Mario Bonnard inszenierte das im deutschen Sprachraum nicht aufgeführte Drama mit komödiantischen Zügen.

## Handlung
Um seiner Frau Carmela einen gewissen Wohlstand bieten zu können, nimmt ein armer Fischer an einer Fahrt in das Chinesische Meer teil, die gut bezahlt wird. Während seiner Abwesenheit verliebt sich Carmela jedoch in Vito, einen Freund ihres Mannes und macht ihn zu ihrem Geliebten. Vito, krank und willensschwach, leidet unter dem Verrat an seinem Freund und den spitzen Bemerkungen der Dorfbewohner.

Eines Abends versucht er durch einen Besuch in einem Freudenhaus sein Unglück zu vergessen; dort trifft er auf Cristina, die wie er fühlt. Nach einem neuen Krankheitsschub versucht er, Cristina aus dem Milieu zu holen und sie bei einer Freundin seiner Mutter unterzubringen. Daneben verspricht er ihr die Hochzeit. Als jedoch Carmela die Auseinandersetzung mit der Rivalin sucht, entscheidet diese sich, in das Freudenhaus zurückzukehren. Im letzten Augenblick kann Vito das verhindern.

## Kritik
„Nach einem respektablen ersten Teil verfällt der Film in alle gängigen Klischees, die es von Neapel gibt. De Lullo kann als Darsteller nicht überzeugen; die lebhafte Doris Duranti porträtiert die Carmela allerdings meisterhaft.“ schrieb G. Medagliani in der Zeitschrift Hollywood

## Bemerkungen
Der Film basiert auf der Bühnenkomödie Ò voto von Salvatore Di Giacomo und Alfredo Cognetti.
Franco Franchi, der später als Komiker große Erfolge feiern sollte, hat in diesem Film seinen ersten Auftritt. Auch Sophia Loren hat als Dorfbewohnerin eine kleine Rolle.